# Tom Waits
Thomas Alan (Tom) Waits (Pomona (Californië), 7 december 1949) is een Amerikaans zanger, componist, schrijver en acteur. Zijn stem kan omschreven worden als een lage, rauwe, bijna grommende stem, en soms hees als een fluisterzanger.
Hij werkte eerst voornamelijk in een jazzy stijl, maar zijn muziek vanaf de jaren tachtig weerspiegelt meer invloeden van blues, rock, vaudeville, theatermuziek en experimentele genres. Zijn teksten weerspiegelen de onderkant van de maatschappij, zij gaan over dronkaards, hoeren, junkies, voyeurs en andere drop-outs.
Volgens zijn vrouw Kathleen Brennan maakt Waits maar twee soorten liedjes, grand weepers en grim reapers (tranentrekkers en magere heinen), een verdeling die enigszins parallel loopt met zijn Asylum Records-periode en zijn Island Records-periode.
Ondanks een beperkt commercieel mainstream succes, heeft Waits veel muzikanten beïnvloed en een internationale cult-aanhang gekregen. Bob Dylan, die zelf een grote invloed had op de jonge Waits, verklaarde dat Waits een van zijn "geheime helden" was. Zijn songs zijn door vele artiesten gecoverd, Rod Stewart had nummer 1-hits met "Downtown Train" en "Tom Traubert's Blues", en er zijn verschillende biografieën over hem geschreven. In 2015 werd hij gerangschikt op nummer 55 op Rolling Stone's "100 Greatest Songwriters of All Time". In 2011 werd hij opgenomen in de Rock and Roll Hall of Fame.
Hoewel Waits ook een filmcarrière heeft, is hij toch voornamelijk musicus, gekarakteriseerd door zijn rockstem, zijn sterke persoonlijkheid en theatrale aanwezigheid op het podium, en de late night smoky bars-humor van zijn teksten ("I'd rather have a full bottle in front of me than a full frontal lobotomy"). Tijdens zijn optredens gebruikt hij vele verschillende vormen. Soms zingt hij door een megafoon, of hij zet op onnavolgbare wijze zijn hoed scheef en gooit wat confetti in de lucht ("Fall out of a window with confetti in your hair"). Hoewel zijn liederen door veel beroemde artiesten zoals Bruce Springsteen, Meat Loaf en Rod Stewart zijn uitgevoerd, blijft Tom Waits een cultartiest, altijd buiten de mainstream.

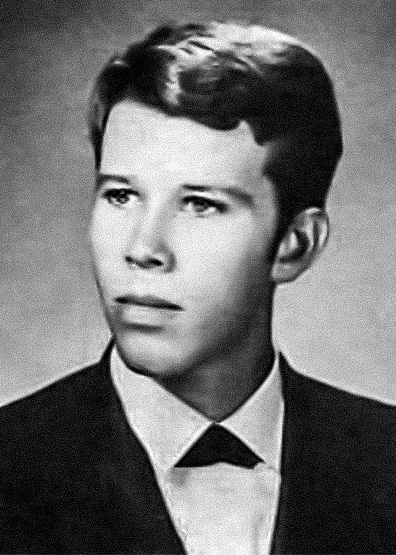
Tom Waits (1968 yearbook senior portrait)

## Jeugd
Waits, zoon van Jesse Frank Waits en Alma Fern, groeide tezamen met twee zussen Terri en Cynthia op in Whittier, een stad in het zuiden van Californië. Op school leerde hij bugel en gitaar spelen, terwijl zijn vader hem ukelele leerde. Na de scheiding van zijn ouders verhuisde Tom met zijn moeder en zussen naar Chula Vista, een middenklasse voorstad van San Diego. Waits volgde de O'Farrell Community School, waar hij frontman was van een schoolband, de Systems. Waits schreef zich in voor een studie fotografie op het Southwestern Community College van Chula Vista. Hij bleef zijn muzikale interesses in rhythm-and-blues, soul, countrymuziek en folk nastreven en nam pianolessen. Hij begon de folk-podia rond San Diego te bezoeken en raakte betrokken bij de folk-scene van die stad. Ook schreef Waits in deze periode zijn eerste nummers, o.a. Ol'55 (een Cadillac uit 1955), later gecoverd door o.a. de Eagles en Nick & Simon en Hope That I Don't Fall In Love With You. Omdat San Diego weinig perspectief op een verdere carrière in de muziek bood, begon Waits te reizen naar de Troubadour in Los Angeles.

## Artistieke ontwikkeling

### De beginjaren 1972-1976
Waits' carrière begon in 1971 toen hij naar Los Angeles verhuisde. Op maandagen trad hij op in de Troubadour, waar hij een contract kreeg aangeboden door Herb Cohen, de manager van onder anderen Frank Zappa. Cohen gebruikte wel het songmateriaal van Waits, maar de opnames uit die periode zijn pas in 1991 en 1992 uitgebracht bij Rhino Records, onder de naam The Early Years, Volume One en The Early Years, Volume Two. Tijdens een optreden in de Troubadour ontmoette Waits David Geffen, die hem in 1972 een platencontract bezorgde bij zijn Asylum Records. Geproduceerd door Jerry Yester (ex-The Lovin' Spoonful) werd in de lente van 1972 Closing Time opgenomen. Voor de eerste sessies werden drummer John Seiter en jazzbassist Bill Plummer ingehuurd. In 1973 kwam het album uit. De intro van "Midnight Lullaby" leent teksten van het Engelse kinderliedje "Sing a Song of Sixpence", een gewoonte van componeren die Waits zijn hele leven zou volgen. Het melancholieke album kreeg goede kritieken, maar kreeg pas echt aandacht toen The Eagles in 1974 Ol' '55 opnamen. Waits zelf vond hun versie een beetje antiseptisch. Om zijn debuut te promoten, tourde Waits met een driekoppige band langs de Amerikaanse oostkust, waar hij het voorprogramma was van meer gevestigde artiesten.
Begin 1974 vroeg Geffen Waits een meer jazzy tweede album. Hij selecteerde Bones Howe als producer. Het was het begin van een decenniumlange samenwerking tussen Howe en Waits. De opnames voor The Heart of Saturday Night vonden plaats in april en mei van dat jaar. De titelsong van het album was een eerbetoon aan Jack Kerouac. Het album bevatte voornamelijk sentimentele liedjes half gezongen, half gesproken met een zachte jazz-begeleiding met als onderwerp het Amerikaanse nachtleven.
Zijn album Nighthawks at the Diner uit 1975 is opgenomen in de Record Plant Studio, maar met een klein publiek om de sfeer van een liveshow na te bootsen. Op het album staan ook lange gesproken stukken, zoals hij ook tijdens live-optredens met het publiek praatte.
Van maart tot mei 1976 tourde hij door de VS, en vertelde interviewers dat die ervaring zwaar was en dat hij te veel alcohol dronk. In mei begon hij aan zijn eerste tournee door Europa, waarbij hij optrad in Londen, Amsterdam, Brussel en Kopenhagen. Bij zijn terugkeer naar Los Angeles verhuisde Waits - net als zijn vriend Chuck E. Weiss - naar het Tropicana-motel in West Hollywood, een plaats met een reputatie in rockmuziekkringen.

### Small Change en Foreign Affairs: 1976–1978
In juli 1976 nam Waits het album Small Change op, opnieuw geproduceerd door Howe. Het album werd in de pers goed ontvangen en het was zijn eerste album dat de Billboard Top 100 bereikte. Hij ging op tournee om het nieuwe album te promoten, gesteund door de band Nocturnal Emissions (Frank Vicari, Chip White en Fitz Jenkins).
In juli en augustus 1977 nam Waits zijn vierde studioalbum Foreign Affairs op. Het album bevatte "I Never Talk to Strangers", een duet met Bette Midler, met wie hij een relatie kreeg.
In die periode begon Waits daarna een relatie met de singer-songwriter Rickie Lee Jones; hun werk en stijlen beïnvloedden elkaar. In oktober 1977 tourde hij opnieuw met de Nocturnal Emissions; het was tijdens deze tour dat hij voor het eerst rekwisieten op het podium begon te gebruiken, in dit geval een straatlantaarn. Gedurende deze jaren probeerde Waits zijn carrière verder te verbreden met andere projecten dan alleen muziek. Hij raakte bevriend met acteur en regisseur Sylvester Stallone en maakte zijn filmdebuut als cameo in Stallones Paradise Alley (1978); Waits verscheen als een dronken pianist genaamd Mumbles.

### Blue Valentine en Heartattack and Vine: 1978–1980
In juli 1978 begon Waits de opnamesessies voor zijn album Blue Valentine. Halverwege de sessies verving hij zijn muzikanten om een minder jazz-georiënteerd geluid te creëren. Hij schakelde over van een piano naar een elektrische gitaar als zijn hoofdinstrument. Voor de achterkant van het album gebruikte Waits een foto van hemzelf en Jones, leunend tegen zijn auto, een Ford Thunderbird uit 1964, de foto gemaakt door Elliot Gilbert. Van het album werd Waits' eerste single uitgebracht, een uitvoering van "Somewhere", uit de musical "West Side Story", maar het haalde de hitlijsten niet.
Nadat Geffen Asylum verkocht had, ging het label verder onder de naam Elektra/Asylum Records. Waits raakte ontevreden over de koers, die het nieuwe label ging varen, maar had contractueel nog een album voor hen te maken.
Het werd Heartattack and Vine, met het later door Bruce Springsteen beroemd geworden nummer Jersey Girl.
Waits schreef het nummer in een periode waarin hij in New York woonde en verliefd werd op Kathleen Brennan, die hij eerst had leren kennen bij zijn filmdebuut bij Sylvester Stallone, en later bij Francis Ford Coppola, voor wie zij als script-analist werkte.

### Begin filmcarrière
Waits' lange werkrelatie met Francis Ford Coppola begon in 1980, toen die hem vroeg de muziek voor de film One from the Heart te schrijven. Het opnemen van de soundtrack - de laatste samenwerking tussen Howe en Waits - legde een nieuwe weg voor Waits open; Howe herinnert zich hoe hij een orkest dirigeerde bestaande uit autoclaxons en percussietracks maakte door op wieldoppen te bonzen. De geluiden waren een voorbode van Waits' latere geluidsexperimenten op platen als SwordfishTrombones en Mule Variations. De film was geen commercieel succes, maar Waits kreeg wel een nominatie voor de 1982 Academy Award for Original Music Score.
Waits speelde kleine rollen in sommige andere Coppola-films, onder andere The Outsiders, The Cotton Club en in Dracula. Na de geboorte van een dochter verhuisden Waits en Brennan naar New York, waar zij Jim Jarmusch leerden kennen, in wie Waits een verwante geest vond. Jarmisch schreef zijn film Down by Law met een hoofdrol voor Waits (en saxofonist John Lurie, die de meeste muziek schreef) in gedachten. De derde hoofdrol was voor Roberto Benigni. De soundtrack van de film bevat twee songs van Waits' album Rain Dogs.
Hij werkte daarnaast ook met andere regisseurs, zoals Robert Altman, en leende zijn stem als verteller. Samen met zijn vrouw Kathleen Brennan schreef Tom Waits de surrealistische concertfilm Big Time. Hij trad er ook in op.

### De eerste Island-jaren 1983-1986
Waits brak niet alleen de samenwerking met Bones Howe af - weliswaar in harmonie - maar ook die met Herb Cohen, die hij beschuldigde van oplichting, en ook die met Asylum, die geen interesse meer hadden in zijn nieuwste songmateriaal.
Chris Blackwell van Island Records bood hem aan Swordfishtrombones uit te brengen. Het album heeft geen strijkers en veel minder pianowerk dan zijn vorige albums; in plaats daarvan waren de dominante geluiden op de plaat lagetonenhoorns, basinstrumenten, percussie en close-miked arrangementen (de meeste door Waits) die soms beter werden omschreven als 'soundscapes'.
Ook zijn andere albums uit het midden van de jaren tachtig, Rain Dogs en Frank's Wild Years, hebben alle tot op zekere hoogte een eclectische instrumentatie waarin hij vaak de blazerspartijen uit de soulmuziek samenvoegde met stukken avant-gardepercussie of de distorted gitaarklanken van Marc Ribot.
Rain Dogs werd opgenomen en uitgebracht in 1985. Naast Marc Ribot wordt op gitaar ook meegewerkt door Keith Richards. Het nummer Downtown Train werd een bescheiden succes in de versie van Patty Smith, maar de versie van Rod Stewart bereikte wereldwijd topposities.
Frank Wild Years startte als een theaterstuk, dat in 1986 drie maanden in Chicago uitgevoerd werd, met Waits zelf als het personage Frank. Een album van de muziek werd in 1987 uitgebracht. Frank Wild Tears en zijn latere projecten demonstreren zijn interesse in het theater, wat tot een enigszins succesvolle acteercarrière en soundtrackwerk heeft geleid.

### The Black Rider, Bone Machine, en Alice: 1989–1998
Waits besprak in 1989 met opera- en theaterregisseur Robert Wilson het idee voor een "cowboy-opera" : The Black Rider. Het zou gebaseerd worden op een Duits volksverhaal, zoals ook bekend is van de opera Der Freischütz. Waits zou de muziek voor het stuk schrijven, en op voorstel van Allen Ginsberg benaderden Waits en Wilson de Beat-dichter William S. Burroughs om het stuk te schrijven. Burroughs stemde ermee in om zich bij hun project aan te sluiten. Waits reisde in mei 1989 naar Hamburg om aan het project te werken, en werd daar later vergezeld door Burroughs. De première van Black Rider ging in maart 1990 in het theater Thalia in Hamburg, gevolgd door uitvoeringen o.a. in Parijs. In 2004 startte het opnieuw een wereldtournee beginnend in Londen met in de hoofdrollen o.a. Marianne Faithfull en acteur Matt McGrath. De muziek werd op album uitgebracht in 1993.
Na een periode, waarin Waits veel filmwerk deed, verscheen in 1992 weer een studio-album:Bone Machine, een album waarop Waits zelf veel drumwerk verzorgde. Gastmusici waren o.a. David Hidalgo, Les Claypool en Keith Richards.
De samenwerking met Wilson werd door Waits voortgezet met Alice, gebaseerd op de relatie van de schrijver Lewis Carroll met Alice Liddell, die de inspiratie had geleverd voor Alice in Wonderland en Through the Looking Glass. Net als The Black Rider ging het stuk in Hamburg in première. Het album met de muziek van het stuk zou pas later - niet meer bij Island Recordings - bij Epitaph Records, onder het Anti sub-label uitkomen.
Na de geboorte van zijn derde kind, besloot Waits meer tijd bij zijn gezin door te brengen. Drie jaar lang wees hij alle aanbiedingen om optredens te geven of in films te verschijnen af. Hij maakte echter verschillende cameo's en gastoptredens op albums van muzikanten die hij bewonderde.
In 1998 bracht Island Beautiful Maladies uit, een compilatie van 23 Waits-nummers van zijn vijf albums op het label; hij had de nummers zelf mogen uitkiezen. Dat jaar produceerde en financierde Waits ook het album van Chuck E. Weiss, Extremely Cool, als een gunst aan zijn oude vriend.

### Mule Variations en Woyzeck: 1999–2003
Nadat zijn contract met Island afliep, besloot Waits niet tot verlenging, vooral omdat Blackwell ontslag had genomen bij het bedrijf. Hij tekende bij het kleine platenlabel Anti-, dat onlangs was gelanceerd als een sublabel van het punklabel Epitaph Records. In maart 1999 bracht Anti- zijn album Mule Variations uit. Waits nam de nummers in de periode vanaf juni 1998 op bij Prairie Sun. De nummers hadden vaak als onderwerp het landelijke leven in de Verenigde Staten en werden beïnvloed door de vroege blues-opnames gemaakt door Alan Lomax; Waits bedacht de term "surrural" ("surrealistisch" en "landelijk") om de inhoud van het album te beschrijven . Bij de release bereikte Mule Variations nummer 30 op de Amerikaanse Billboard 200, wat de hoogste positie was, die een Waits-album bereikte. Het album werd door de kritiek goed ontvangen en werd door Mojo Magazine uitgeroepen tot "Album of the Year", het kreeg een Grammy Award voor Best Contemporary Folk Album. In 1999 verscheen hij ook in de Kinka Usher-film Mystery Men, een parodie op een stripboek, waarin hij Dr. A. Heller speelde, een excentrieke uitvinder die in een verlaten pretpark woont. In 2000 produceerde Waits Wicked Grin, het album uit 2001 van zijn vriend John Hammond; het album bevatte verschillende covers van Waits-nummers.
Eveneens in 2000 begon Waits met het schrijven van liedjes voor Wilsons productie van het Georg Büchner-toneelstuk Woyzeck, dat in november van start zou gaan in het Betty Nansen Theater in Kopenhagen. Hij werkte aanvankelijk thuis aan de nummers voordat hij in oktober naar Kopenhagen reisde voor repetities. Waits verklaarde dat hij het stuk leuk vond omdat het "een proletariaatverhaal was ... over een arme soldaat die door de regering wordt gemanipuleerd". Hij besloot vervolgens de nummers die hij voor zowel Alice als Woyzeck had geschreven op te nemen en op aparte albums te plaatsen. Voor deze opnames haalde hij een scala aan jazz- en avant-gardemuzikanten uit San Francisco van stal. De twee albums, getiteld Alice en Blood Money, werden gelijktijdig uitgebracht in mei 2002. Alice kwam de Amerikaanse albumlijst binnen op nummer 32 en Blood Money op nummer 33.

### Real Gone en Orphans: 2004–2011

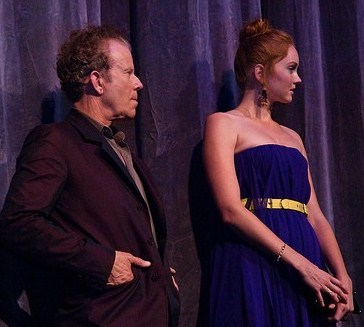
Lily Cole en Waits bij de première van Doctor Parnassus

In 2004 werd Waits' vijftiende studioalbum, Real Gone, uitgebracht. Waits had het opgenomen in een verlaten schoolgebouw. Biograaf Hoskyns noemde het album Waits' "ruigste, meest onverzorgde muziek tot nu toe". Waits deed aan beatboxing op dit album, een techniek die hij had opgepikt uit zijn groeiende interesse in hiphop. Biograaf Humphries karakteriseerde het als "het meest openlijk politieke album uit de carrière van Waits". Het bevatte drie zeer politieke liedjes die Waits' woede uitten over het presidentschap van George W. Bush en de Irakoorlog.
Waits pikte na een aantal jaren ook zijn filmcarrière weer op. Hij speelde een kleine rol als chauffeur in Tony Scotts film Domino uit 2005. Dat jaar verscheen hij als zichzelf (als zanger) in Benigni's film La tigre e la neve (The Tiger and the Snow), waarvoor Waits naar Italië was gereisd. Hij vervolgde dit met een optreden als een engel die zich voordeed als een zwerver in de film uit 2007 Wristcutters: A Love Story. In de zomer van 2006 begon Waits een korte tour onder de naam Orphans. Zijn zoon Casey speelde met hem in de band die hem op de tour vergezelde. In november 2006 bracht hij Orphans: Brawlers, Bawlers & Bastards uit, een boxset van 54 nummers met rariteiten, onuitgebrachte nummers en nieuwe composities. Waits beschreef de inhoud als "liedjes die tijdens het koken achter het fornuis vielen". In 2009 speelde Waits de rol van Mr. Nick, een verpersoonlijking van de duivel in The Imaginarium of Doctor Parnassus van Terry Gilliam.

### Bad as Me en later werk: 2011–heden
In oktober 2011 werd het album Bad as Me door Anti- uitgebracht. Voorafgaand was er al een streamingversie, en de titelsong was uitgebracht bij ITunes.
In 2018 speelde Waits een rol in The Ballad of Buster Scruggs, een anthologiefilm in zes delen van Joel en Ethan Coen. Waits speelt een goudzoeker in het deel All Gold Canyon.

## Discografie

### Albums
| Album met eventuele hitnotering(en) in de Nederlandse Album Top 100 | Datum van verschijnen | Datum van binnenkomst | Hoogste positie | Aantal weken | Opmerkingen                           |
| ------------------------------------------------------------------- | --------------------- | --------------------- | --------------- | ------------ | ------------------------------------- |
| Asylum jaren                                                        |                       |                       |                 |              |                                       |
| Closing time                                                        | 1973                  | -                     |                 |              |                                       |
| Heart of saturday night                                             | 1974                  | -                     |                 |              |                                       |
| Nighthawks at the diner                                             | 1975                  | -                     |                 |              | Livealbum                             |
| Small change                                                        | 1976                  | -                     |                 |              |                                       |
| Foreign affairs                                                     | 1977                  | -                     |                 |              |                                       |
| Blue valentine                                                      | 1978                  | -                     |                 |              |                                       |
| Heart attack & vine                                                 | 1980                  | -                     |                 |              |                                       |
| One from the heart                                                  | 1982                  | -                     |                 |              | Soundtrack                            |
| Asylum years                                                        | 1984                  | -                     |                 |              | Compilatie                            |
| Island jaren                                                        |                       |                       |                 |              |                                       |
| Swordfishtrombones                                                  | 1983                  | 29-10-1983            | 43              | 3            |                                       |
| Rain Dogs                                                           | 1985                  | 19-10-1985            | 30              | 11           |                                       |
| Frank's wild years                                                  | 1987                  | 05-09-1987            | 18              | 10           | Soundtrack                            |
| Big time                                                            | 1988                  | 22-10-1988            | 50              | 6            |                                       |
| Beautiful Maladies: The island years                                | 1988                  | -                     |                 |              |                                       |
| Night on earth                                                      | 1992                  | -                     |                 |              | Soundtrack                            |
| Bone machine                                                        | 1992                  | 19-09-1992            | 17              | 19           |                                       |
| The black rider                                                     | 1993                  | 20-11-1993            | 46              | 9            | met William S. Burroughs / Soundtrack |
| Anti- jaren                                                         |                       |                       |                 |              |                                       |
| Mule variations                                                     | 1999                  | 01-05-1999            | 12              | 19           |                                       |
| Blood money                                                         | 2002                  | 11-05-2002            | 21              | 8            |                                       |
| Alice                                                               | 2002                  | 11-05-2002            | 16              | 9            |                                       |
| Real gone                                                           | 2004                  | 09-10-2004            | 10              | 14           |                                       |
| Orphans - Brawlers, bawlers & bastards                              | 2006                  | 25-11-2006            | 5               | 16           | Een driedubbel cd                     |
| Glitter and doom - Live                                             | 27-11-2009            | 28-11-2009            | 36              | 10           | Livealbum                             |
| Bad as me                                                           | 21-10-2011            | 29-10-2011            | 3               | 15           |                                       |

| Album met hitnotering(en) in de Vlaamse Ultratop 200 albums | Datum van verschijnen | Datum van binnenkomst | Hoogste positie | Aantal weken | Opmerkingen |
| ----------------------------------------------------------- | --------------------- | --------------------- | --------------- | ------------ | ----------- |
| Mule variations                                             | 1999                  | 24-04-1999            | 2               | 11           |             |
| Blood money                                                 | 2002                  | 11-05-2002            | 8               | 8            |             |
| Alice                                                       | 2002                  | 11-05-2002            | 7               | 7            |             |
| Real gone                                                   | 2004                  | 09-10-2004            | 7               | 18           |             |
| Orphans - Brawlers, bawlers & bastards                      | 2006                  | 25-11-2006            | 4               | 16           |             |
| Glitter and doom - Live                                     | 2009                  | 28-11-2009            | 29              | 15           | Livealbum   |
| Bad as me                                                   | 2011                  | 29-10-2011            | 4               | 15           |             |

### Singles
| Single met eventuele hitnotering(en) in de Nederlandse Top 40 | Datum van verschijnen | Datum van binnenkomst | Hoogste positie | Aantal weken | Opmerkingen                                          |
| ------------------------------------------------------------- | --------------------- | --------------------- | --------------- | ------------ | ---------------------------------------------------- |
| Adios lounge                                                  | 1993                  | 26-06-1993            | tip12           | -            | met Thelonious Monster / Nr. 43 in de Single Top 100 |
| Jesus' blood never failed me yet                              | 1993                  | 18-12-1993            | 16              | 6            | met Gavin Bryars / Nr. 15 in de Single Top 100       |

| Single met hitnotering(en) in de Vlaamse Ultratop 50 | Datum van verschijnen | Datum van binnenkomst | Hoogste positie | Aantal weken | Opmerkingen |
| ---------------------------------------------------- | --------------------- | --------------------- | --------------- | ------------ | ----------- |
| Back in the crowd                                    | 03-10-2011            | 05-11-2011            | tip73           | -            |             |

### NPO Radio 2 Top 2000
| Nummers met noteringen in de NPO Radio 2 Top 2000 | '99 | '00 | '01 | '02 | '03 | '04 | '05 | '06 | '07 | '08 | '09 | '10 | '11 | '12 | '13 | '14 | '15  | '16  | '17  | '18  | '19  | '20  | '21  | '22  | '23  | '24  |
| ------------------------------------------------- | --- | --- | --- | --- | --- | --- | --- | --- | --- | --- | --- | --- | --- | --- | --- | --- | ---- | ---- | ---- | ---- | ---- | ---- | ---- | ---- | ---- | ---- |
| In the neighborhood                               | -   | -   | -   | -   | -   | -   | -   | -   | -   | -   | -   | -   | -   | -   | -   | -   | 1594 | -    | -    | -    | -    | -    | -    | -    | -    | -    |
| Tom Traubert's Blues                              | 294 | 316 | 388 | 275 | 280 | 231 | 327 | 198 | 206 | 218 | 302 | 321 | 321 | 506 | 455 | 554 | 907  | 1408 | 1691 | 1124 | 1221 | 1199 | 1274 | 1401 | 1376 | 1460 |

1. ↑  Het was tegen de wens van Waits.
2. ↑  Hope That I Don't Fall In Love With You bestaat als demo-single opgenomen in 1971.
3. ↑  beter bekend als Chuck E. van Rickie Lee Jones's hit song "Chuck E.'s In Love", fro
4. ↑  Waar de microfoons dicht bij een instrument geplaatst wordt.
5. ↑  Een '-' betekent dat het nummer niet was genoteerd en een vetgedrukt getal geeft de hoogste notering van een nummer aan.

## Covers en diversen

### Tributealbums
- 1995 - Step Right Up: The Songs of Tom Waits - diverse artiesten - Manifesto Records
- 1995 - Temptation - Holly Cole - Capitol Records
- 2000 - New Coat of Paint - diverse artiesten - Manifesto Records
- 2008 - Anywhere I Lay My Head - Scarlett Johansson - Atco Records
- 2019 - Come On Up to the House: Women Sing Waits - Dualtone Records

### Songs (Engels- en Nederlandstalig) (niet compleet)
- 1973 - Those Were Days Of Roses (Martha) - Lee Hazlewood
- 1973 - Martha - Tim Buckley
- 1974 - Ol' '55 - Eagles
- 1974 - Ol' '55 - Iain Matthews
- 1975 - (Looking For) The Heart Of Saturday Night - Jerry Jeff Walker
- 1975 - San Diego Serenade - Spanky & Our Gang
- 1975 - San Diego Serenade - Ralph McTell
- 1976 - Shiver Me Timbers - Bette Midler
- 1976 - Beter Zonder Wijf (Better Of Without A Wife) - Johan Verminnen
- 1979 - Jersey Girl - Bruce Springsteen
- 1983 - Take me home - Crystal Gayle
- 1983 - Rainbow Sleeves - Rickie Lee Jones
- 1984 - Stamcafé (In The Neighborhood) - Willem Duyn
- 1985 - Soldier's Things - Paul Young
- 1986 - Time - T Bone Burnett
- 1987 - Broken Bicycles - Mathilde Santing
- 1987 - Is There Any Way Out Of This Dream - Mathilde Santing
- 1987 - Downtown Train - Vele uitvoeringen, de bekendste van Rod Stewart
- 1987 - Strange Weather - Marianne Faithfull
- 1988 - Gunstreet Girl - Canned Heat
- 1988 - Is There Anyway Out Of This Dream - Mathilde Santing
- 1991 - Heart Attack And Vine - Screamin' Jay Hawkins
- 1992 - Tom Traubert's Blues (Waltzing Matilda) - Rod Stewart
- 1992 - Yesterday's Here - Bertus Borgers
- 1993 - Down In The Hole - John Campbell
- 1993 - More Than Rain - Elvis Costello
- 1994 - Down There By The Train - Johnny Cash
- 1995 - I Don't Want To Grow Up - Ramones (co-auteur Kathleen Brennan)
- 1995 - The Heart Of Saturday Night - Jonathan Richman
- 1996 - I'll Be Gone - Vera Coomans
- 1998 - Louise - Ramblin' Jack Elliott
- 1999 - Ol' '55 - Acda en De Munnik
- 1999 - Bar Intiem (Warm beer, cold women) - Cornelis Pons
- 1999 - Val voor jou - Frank Boeijen
- 2000 - Blue Valentine - Long John Baldry
- 2000 - Daughter / Hold OGrapefruit Moonn - Pearl Jam
- 2002 - Diamond In Your Mind - Solomon Burke
- 2004 - Temptation - Diana Krall
- 2004 - The Long Way Home - Norah Jones
- 2005 - Blokje Om - Gerry De Mol & Eva De Roovere
- 2005 - In De Javastraat - Willem Wilmink & Quasimodo
- 2006 - Alice - Jane Birkin
- 2006 - Ruby's Arms/Grapefruit Moon/Please Call Me, Baby - Nanci Griffith
- 2006 - De Vogel En De Walvis - Pater Moeskroen
- 2007 - Day After Tomorrow - Linda Thompson (co-auteur Kathleen Brennan)
- 2007 - Goin' Out West - Queens of the Stone Age
- 2007 - Jordanese Schat - Kees Prins, Paul de Munnik & JP den Tex
- 2007 - Way Down In The Hole - Steve Earle
- 2007 - Trampled Rose - Robert Plant & Alison Krauss
- 2008 - Falling Down - Scarlett Johansson
- 2008 - Yesterday Is Here - Scarlett Johansson (co-auteur Kathleen Brennan)
- 2008 - Day After Tomorrow - Joan Baez (co-auteur Kathleen Brennan)
- 2009 - Jockey Full Of Bourbon - Joe Bonamassa
- 2009 - Get Behind The Mule - Booker T. Jones (co-auteur Kathleen Brennan)
- 2011 - Chocolate Jesus - Beth Hart & Joe Bonamassa
- 2012 - Ol' '55 - Nick & Simon

### Diversen
- 1992 - TOM - promo-cd met een interview
- 1998 - Chuck E. Weiss – Extremely Cool - geproduceerd door Waits
- 2001 - John Hammond – Wicked Grin - geproduceerd en geschreven door Waits
- 2001 - John Hammond – Jockey Full Of Bourbon - cd single geproduceerd en geschreven door Waits
- 2009 - Tom Waits – The Document - cd met interviews
- 2014 - Chuck E. Weiss – Red Beans And Weiss - geproduceerd door Waits met Johnny Depp
- 2018 - Bella Ciao (Goodbye Beautiful) - met Marc Ribot (arrangement van Waits)[6]

## Trivia
- Voor het album Bone machine uit 1992 kreeg Waits een Grammy Award als "Best Alternative Music Album"
- Voor het album Mule variations uit 1999 kreeg Waits nog een Grammy, dit keer voor "Best Contemporary Folk Album"
- Het nummer 'Big in Japan' is te horen op een punkverzamelalbum: Punk-O-Rama 4
- Er wordt aangenomen dat Heath Ledger zich voor zijn interpretatie van the Joker in The Dark Knight op Waits inspireerde.

## Filmografie (acteur)
- 1978 Paradise Alley - Mumbles
- 1981 Wolfen - dronken bareigenaar
- 1982 One from the Heart - trompettist
- 1983 The Outsiders - Buck Merrill
- 1983 Rumble Fish - Benny
- 1984 The Cotton Club - Irving Stark
- 1986 Down by Law - Zack
- 1987 Ironweed - Rudy
- 1988 Candy Mountain - Al Silk
- 1989 Bearskin: An Urban Fairytale - Silva
- 1989 Cold feet - Kenny
- 1989 Mystery Train - (stem) radio-dj
- 1990 The Two Jakes - politieagent
- 1991 Queens Logic - Monte
- 1991 The Fisher King - gehandicapte oorlogsveteraan
- 1991 At Play in the Fields of the Lord - Wolf
- 1992 Dracula - R.M. Renfield
- 1993 Short Cuts - Earl Piggot
- 1999 Mystery Men - Dr. A. Heller
- 2003 Coffee and Cigarettes - zichzelf (met Iggy Pop in "Somewhere in California")
- 2004 Shrek 2 - Een piano spelende piraat (in "The poison apple pub")
- 2005 La tigre e la neve - zichzelf
- 2005 Domino - Wanderer
- 2006 Wristcutters: A Love Story - Kneller
- 2009 The Imaginarium of Doctor Parnassus - Mr. Nick
- 2010 The Book of Eli - Ingenieur
- 2012 Seven Psychopaths - Zachariah
- 2018 The Old Man & the Gun - John Waller
- 2018 The Ballad of Buster Scruggs - Goudzoeker
- 2019 The Dead Don't Die - Hermit Bob
- 2021 Licorice Pizza - Rex Blau

- Bibsys: 98004033
- Biblioteca Nacional de España: XX1133959
- Bibliothèque nationale de France: cb139009478 (data)
- CiNii: DA12622675
- Gemeinsame Normdatei: 11897792X
- International Standard Name Identifier: 0000 0001 1475 1153
- Library of Congress Control Number: n90611983
- Nationale Bibliotheek van Letland: 000319586
- MusicBrainz: c3aeb863-7b26-4388-94e8-5a240f2be21b
- Bibliotheek van het Japanse parlement: 00621624
- Nationale Bibliotheek van Tsjechië: xx0023041
- Nationale Bibliotheek van Israël: 987007442092005171
- Nationale Bibliotheek van Polen: a0000002076040
- Nationale en Universitaire bibliotheek Zagreb: 000044887
- Nederlandse Thesaurus van Auteursnamen: 072407212
- Réseau des bibliothèques de Suisse occidentale: 02-A003954002
- LIBRIS: 353048
- SNAC: w61z51v9
- Système universitaire de documentation: 059398744
- Virtual International Authority File: 74039179
- WorldCat: E39PBJgH8bxGCMQhFQTw96dhHC